# Elecciones presidenciales del Alto Karabaj de 2007
Las elecciones presidenciales se llevaron a cabo en la República de Nagorno-Karabaj el 19 de julio de 2007. El presidente en ejercicio, Arkady Ghukasyan, tenía prohibido constitucionalmente buscar un tercer mandato y respaldó a Bako Sahakyan, quien era el jefe del Servicio de Seguridad Nacional. Sahakyan fue apoyado por el gobernante Partido Democrático de Artsaj, dos partidos de oposición y el gobierno armenio.
Se consideró que el principal retador de Sahakyan era el viceministro de Relaciones Exteriores, Masis Mayilyan. El diputado del parlamento Armen Abgaryan, el líder del Partido Comunista de Artsaj, Hrant Melkumyan, y Vanya Avanesyan, profesora de la Universidad Estatal de Artsaj, también fueron candidatos.

## Resultados
|  | 85.12 % |

|  | 12.53 % |

|  | 1.24 % |

|  | 0.79 % |

|  | 0.30 % |

|  | 97.77 % |

|  | 2.23 % |

|  | 77.39 % |

## Reacciones internacionales
Numerosas organizaciones internacionales como la ONU, la UE, la OTAN, el Consejo de Europa, la OSCE no reconocieron la legitimidad de las elecciones. La Presidencia de la Unión Europea afirmó que a pesar de su posición, las elecciones “no deberían tener ningún impacto en la solución pacífica del conflicto de Nagorno-Karabaj. Además, la UE recuerda que los refugiados y desplazados internos deben tener la derecho al retorno seguro, seguro y digno de sus hogares para participar plenamente en los actos electorales”.
Del mismo modo, el presidente del Comité de Ministros del Consejo de Europa afirmó que " reitera su pleno apoyo al Grupo de Minsk de la OSCE y a sus Copresidentes en sus esfuerzos por solucionar el conflicto de Nagorno Karabaj. Observa con preocupación que la realización de tales "elecciones", anticipándose así al resultado de las negociaciones en curso, no pueden contribuir a la resolución del conflicto. Exhorta a todas las partes interesadas a que intensifiquen sus esfuerzos para encontrar una solución pacífica al conflicto, de conformidad con el compromiso contraído por Armenia y Azerbaiyán en el momento de su adhesión al Consejo de Europa".

## Consecuencias
Sahakyan prestó juramento el 7 de septiembre de 2007.